# Əşrəf Abbasov
Əşrəf Cəlal oğlu Abbasov (russisch Ашраф Джалал оглы Аббасов Aschraf Dschalal ogly Abbasow, englisch Ashraf Abasov; * 23. März 1920 in Şuşa; † 8. Februar 1992 in Baku) war ein sowjetischer Komponist, Musikpädagoge und Musikwissenschaftler aserbaidschanischer Herkunft.

## Leben
Əşrəf Abbasovs Vater war Calal Mehdi Abbasov. Əşrəf Abbasov wuchs in einer Schneiderfamilie in Şuşa auf. Dort erhielt er seinen ersten musikalischen Unterricht. 1933 wurde er in die dortige neugegründete Musikschule aufgenommen. Bei deren Leiter Həmzə Əliyev und später bei Rəsul Əsədov erlernte er das Spiel der Tar. Er schrieb schon während der Schulzeit kleine Stücke für das Instrument. 1936 ging er im Alter von 16 Jahren auf die Azarbaycan Dövlat Musiqi Texnikumuna (Aserbaidschanisches Staatliches Musiktechnikum) in Baku.
Ab 1939 studierte er am Konservatorium in Baku, der heutigen Musikakademie Baku, Komposition bei Boris Issaakowitsch Seidman (1908–1981). 1942 war er Leiter der Musikschule in Şuşa. Seit 1946 war er Mitglied der KPdSU. 1948 schloss er sein Studium ab und ging ans Moskauer Konservatorium. Hier war Michail Iwanowitsch Tschulaki (1908–1989) sein Kompositionslehrer. Er wurde 1952 mit der Arbeit Üzeyir Hacıbəyov und seiner Oper Köroglu promoviert.
Er blieb der Musiktradition, in der er in Şuşa aufgewachsen war, sein ganzes Leben lang treu, verwendete und bearbeitete die dortige Volksmusik in seinen Kompositionen und schuf viele Werke im Geist dieser Tradition.
Er war Lehrer und Professor am Staatlichen Konservatorium von Aserbaidschan, dessen Rektor er von 1953 bis 1957 war. Von 1957 bis 1972 war er Leiter des Fachbereichs Komposition und unterrichtete bis zu seinem Tod 1992. 1963 wurde er zum sogenannten Verdienten Künstler der Aserbaidschanischen SSR ernannt. Vom Jahr der Gründung 1943 an bis zu seinem Tod war er Vorstandsmitglied der Komponistenunion Aserbaidschans.
Sein Sohn ist der aserbaidschanische Komponist Cəlal Abbasov.

## Werke (Auswahl)
Die russische Staatsbibliothek besitzt ca. 40 Werke Abbasovs. Sein Sohn Cəlal Əşraf oğlu Abbasov hat verschiedene Werke auf seinem YouTube-Kanal Jalal Abbasov veröffentlicht.

### Ballett
- Tschernuschka, auch Qaraca qız, Garaja gyz oder Nigella, großes Ballett für Kinder. Libretto: Əfrasiyab Bədəlbəyli. Es basiert auf der Geschichte Qaraca qız des aserbaidschanischen Schriftstellers Süleyman Sani Axundovun (1875–1939). Abbasov selbst leitete die Uraufführung als Dirigent. Choreografin war Qəmər Almaszadə (1915–2006).[4][13]
  - Fragmente aus dem Ballett Tschernuschka, 1964 in Baku publiziert. I Lyrischer Tanz Tschernuschkas II Zweiter Tanz Tschernuschkas III Dritter Tanz Tschernuschkas IV Adagio V Pirir Baba VI Zigeunertanz VII Zweiter Zigeunertanz, 1964 bei Azərnəşr in Baku, veröffentlicht.
  - Suite Nr. 1. I Lyrischer Tanz Tschernuschkas II Zweiter Tanz Tschernuschkas III Dritter Tanz Tschernuschkas IV Adagio V Grandads Tanz VI Zigeunertanz VII Finale. Die Suite wurde vom Sinfonieorchester des Bolschoi-Theaters unter Algis Juraitis (1928–1998) eingespielt und beim Musiklabel Melodija veröffentlicht.
  - Suite Nr. 2. I Introduktion II Tschernuschka und Perijakhan (mit Solovioloncello) III Adagio IV Tanz des Mädchens V Yasemen und Tschernuschka VI Zigeunerlager. Die Suite wurde vom Sinfonieorchester des Bolschoi-Theaters mit dem Violoncellosolisten Feodor Petrowitsch Lusanov (1919–1989) unter der Leitung von Wladimir Wassiljew beim Musiklabel Melodija eingespielt.
  - Der Klavierauszug des Balletts erschien 1985 bei Sowetskij kompositor. OCLC 14966264

### Operette
- Səndən mənə yar olmaz [Du kümmerst dich nicht um mich], 1963. Libretto: Məhərrəm Əlizad[1][3]
- Dağlar qoynunda [Am Fuße der Berge], 1970 Das Libretto von A. İsgəndərov basiert auf einem Buch von T.Əyyubov.[1][3]
- Həyət bizim - həyat bizim [Unser Leben ist unser Leben]

### Werke für Orchester
- Uvertüra, Tanzsuite in drei Teilen für Sinfonieorchester. Die Tanzszuite wurde 1944 bei der Dekade der Musik der transkaukasischen Sowjetrepubliken aufgeführt und von Reinhold Glier und Sergei Nikiforowitsch Wassilenko wohlwollend beurteilt.[3]
- Şuşa, Sinfonisches Gedicht Nr. 1 für Sinfonieorchester, 1945
- Gələcək gün oder Наступит день [Der zukünftige Tag], Sinfonisches Gedicht Nr. 2 für Sinfonieorchester, 1952. Das sinfonische Gedicht basiert auf dem gleichnamigen Roman Mirzə İbrahimovs (1911–1993) aus dem Jahr 1949.
- Simfonik poema [Sinfonisches Gedicht] Nr. 3 für Sinfonieorchester, Dramatik poema oder Драматическая [Dramatisches Gedicht], Baku 1953/1968[14]. Abbasov widmete das Werk seinem Kompositionslehrer Michail Iwanowitsch Tschulaki.[3] Das Sinfonische Gedicht wurde vom Staatlichen Rundfunksinfonieorchester der UdSSR unter Algis Juraitis eingespielt.
- Concertino für Sinfonieorchester, veröffentlicht 1972 bei Azərnəşr in Baku.[15] Das Werk wurde vom Staatlichen Rundfunksinfonieorchester der UdSSR unter Kamal Abdullaev eingespielt.
- Sechs Stücke für Sinfonieorchester

### Werke für Chor und Orchester
- Kantate über Stalin, Baku 1950[16]

### Werke für Klavier und Orchester
- Klavierkonzert, 1946[1]

### Werke für Violoncello und Orchester
- Poem, Moskau 1951[17]. Das Werk widmete Abbasov dem 1948 verstorbenen Üzeyir Hacıbəyov.[3]

### Klavierwerke
- Канчлик маршы. Marsch. Baku 1944
- Musikstücke für Kinder, Baku 1944
- Musikstücke, Baku 1945
- Sonate, 1946
- Sonatine, 1947
- Musikstücke für Kinder, Baku 1947
- Ат-ат оюну [Reiten] für Klavier, Aserbaidschanischer Staatlicher Musikverlag, 1947
- Kinderspiele I Ашыг саяfы [Ashyg sayafy] II Ушаг соhбэти [Ushag sohbeti] III Наfмэ [Nafme] IV Хатирэ [Hatire], Baku 1948
- Kleines Stück, 1950
- hейран олмушам. Baku 1955
- Uşaq pyesləri [Kinderspiele]. I At-at ojunu [Spiel bei den Pferden] II Xalq mahnısı [Volkslied] III Aşıq mahnısı [Lied des Aşık] IV Lirik pyes [Lyrisches Stück] V Yumoreska [Humoreske] VI Marş [Marsch] VII.Xatirə [Erinnerung] VIII Rəqs [Tanz], 1964, veröffentlicht bei Azərnəşr in Baku[18][19]
- Altı miniatür [Sechs Miniaturen] I Xalq mahnısı [Volkslied] II Rəqs [Tanz] III Kiçik prelüd [Kleines Prelude] IV  Gənc aşıq/Юный ашуг [Junger Aşık] V; Məzhəkəli vals [Humoristischer Walzer] VI ; Tokkata [Toccata], 1966 veröffentlicht bei Azərnəşr in Baku[20][21]
- Детский пьесы [Kinderstücke] für Klavier, 1973, veröffentlicht bei Azərnəşr in Baku
- Dramatik sonata [Dramatische Sonate]. 1974 veröffentlicht bei Azərnəşr in Baku.[22][23]
- Klavierkonzert. Fassung für zwei Klaviere. Baku 1977
- Tschernuschka, Klavierfassung des Balletts, Moskau, 1985[13]
- 20 Klavierspiele, 1990 in Baku veröffentlicht[24]

### Werke für Flöte und Klavier
- Яз нэfмэси [Jaz nefmesi] für Flöte und Klavier, Baku 1946
- Sonatina Fantasia. 1978 bei İşıq, in Baku veröffentlicht[25][26]

### Werke für Violine und Klavier
- Variationen a-moll, Baku 1945

### Werke für Violoncello und Klavier
- Sonatine für Violoncello und Klavier F-Dur, Baku 1945
- Poem, Fassung für Violoncello und Klavier, Moskau 1951[27]

### Kammermusik
- Streichquartett, 1947[28]
- Klaviertrio, 1947
- Äthiopische Skizzen für Streichquartett, 1969
- Həbəş eskizləri [Blumenskizzen] für Streichquartett, 1990 bei İşıq, in Baku veröffentlicht[29][30]

### Werke für Chor
- Gəncliyim irəli/Вперед, молодость [Vorwärts, Jugend], Lieder für gemischten Chor und Klavier; I: Джейранбатан [Ceyranbatan] (Aserbaidschanische Stadt am Kaspischen Meer) Text: Ali Bey Hüseynsadə (* 24. Februar 1864; † 17. März 1940); II: Красавица полей [Schönheit der Felder] Text: T. Jelzin III Вперед, молодость [Auf, Jugend] Text: T. Jelzin. 1962 veröffentlicht bei Azərnəşr in Baku[31]

### Lieder
- Heyran olmuşam. [Ich war überrascht],[4] für Gesang mit Klavierbegleitung, 1955
- Oxu, bülbül
- Qurban olduğum
- Ceyranım, gəl
- Yaxşı yol olsun
- Гызыл эскэр нэfмэси. Baku 1940

### Musikwissenschaftliche Veröffentlichungen
- Uzeir Gadzhibekov und seine Oper "Koroglu". Baku. 1956[32]